# Franz Josef Gassmann

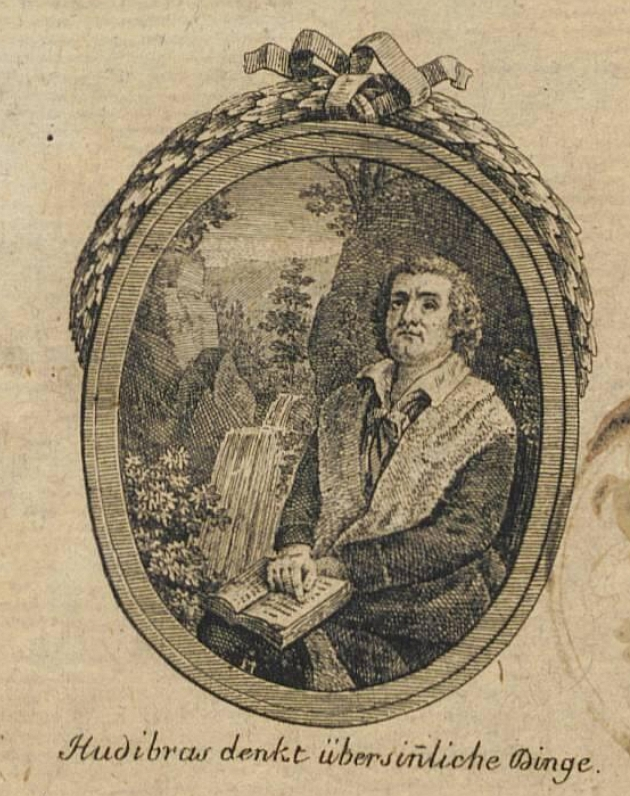
«Hudibras denkt übersinnliche Dinge» von der Titelseite des «Helvetischen Hudibras», Jahrgang 1797

Franz Josef Gassmann (* 20. November 1755 in Solothurn; † 7. März 1802 ebenda), auch bekannt als Hudibras, war ein Schweizer Buchdrucker, Buchhändler, Zeitungsgründer und Redaktor.

## Leben

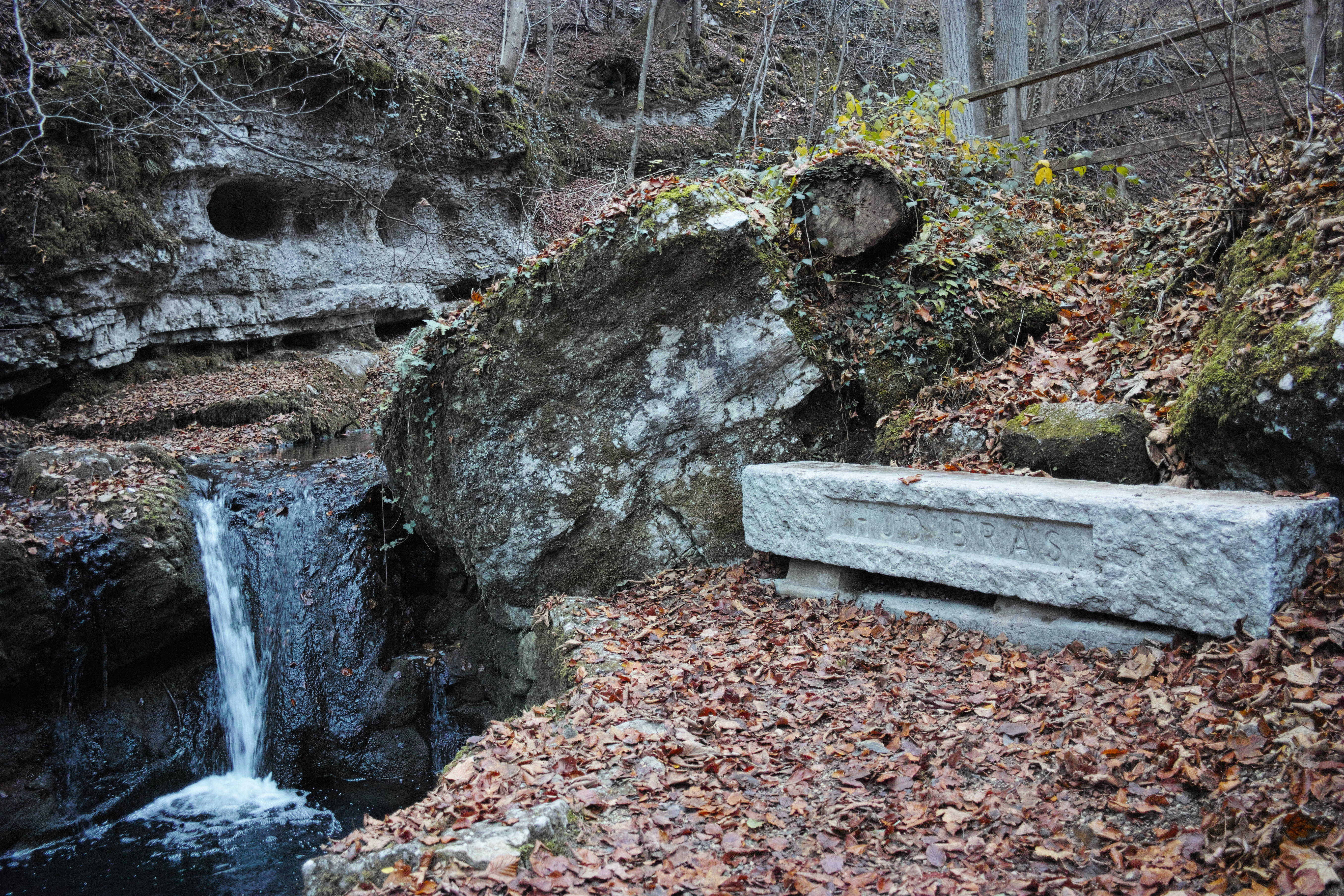
Hudibras-Bänkli in der Verenaschlucht.

Franz Josef Gassmann wurde als Sohn des Joannes Viktor Gassmann, eines Buchdruckers und Buchhändlers, in Solothurn geboren. Er besuchte das Jesuitenkollegium in Solothurn. Prägend für Gassmanns weitere Entwicklung war der Einfluss seines Lehrers Josef Ignaz Zimmermann, Verfasser zahlreicher «vaterländischer Dramen», der Gassmann für die deutsche Literatur und Sprache begeisterte. Nach dem Studienabschluss verschaffte Zimmermann ihm eine Stelle als Hauslehrer beim Luzerner Säckelmeister Joseph Anton Felix von Balthasar. 1780 konnte Gassmann, der als Lehrling in eine Luzerner Buchdruckerei eingetreten war, die «Hochobrigkeitliche Buchdruckerei» in Solothurn übernehmen. Er gründete die erste feste Buchhandlung in Solothurn und wirkte fortan als Drucker, Verleger, Buchhändler, Schriftsteller und Journalist. Gassmann publizierte aufklärerisches Gedankengut und trat für eine bessere Bildung der Mädchen ein.
1788 gründete Gassmann mit dem Solothurnerischen Wochenblatt eine der ersten Zeitungen des Kantons Solothurn, was von Hans Sigrist in der Solothurnischen Geschichte als ein Plan bezeichnet wird, der für Gassmanns Verhältnisse und Möglichkeiten kühn gewesen sei. Das Wochenblatt erschien bis Ende Dezember 1794, nach zweieinhalbjährigem Unterbruch folgte von 1797 bis 1798 der Helvetische Hudibras als Nachfolgepublikation, benannt nach dem komischen Epos Hudibras von Samuel Butler.
Gassmann gehörte im Vorfeld der Helvetischen Revolution bzw. des Franzoseneinfalls von 1798/1799 zu den sogenannten «Patrioten», Gegnern der bisherigen Herrschaftsformen in der Alten Eidgenossenschaft. Als «Franzosenfreund» wurde Gassmann am 6. Februar 1798 zusammen mit anderen angeblichen «Verrätern» verhaftet und unter dem Vorwand, man wolle sie vor der Wut des Volkes schützen, ins Gefängnis gesteckt. Am 2. März wurden Gassmann und die anderen Patrioten von den Franzosen befreit; im Helvetischen Hudibras pries Gassmann fortan die neue Freiheit.
Gassmanns Helvetischer Hudibras zeigte auf der Titelseite ein Bild, das Gassmann bei einem kleinen Wasserfall in der Verenaschlucht sitzend darstellt, ein Buch auf den Knien und in die Ferne blickend. Die Bildunterschrift lautet «Hudibras denkt übersinnliche Dinge»; seither war Gassmann als «Hudibras» bekannt und verwendete diesen Spitznamen auch selbst. Die Steinbank beim Wasserfall trägt zu Gassmanns Ehren die Inschrift Hudibras und wird als «Hudibras-Bänkli» bezeichnet.
Gassmanns Enkel Franz Joseph Amatus Gassmann (1812–1884), wie schon Gassmanns gleichnamiger Sohn Franz Joseph Gassmann Buchdrucker und Verleger, beteiligte sich 1850 an der Gründung der Zeitung Der Bund und war ebenfalls 1850 erster Herausgeber des Seeländer Boten.